# Oxydesmus mauriesi
Oxydesmus mauriesi är en mångfotingart som beskrevs av Demange 1971. Oxydesmus mauriesi ingår i släktet Oxydesmus och familjen Oxydesmidae. Inga underarter finns listade i Catalogue of Life.